# Lauterbourg
Lauterbourg (prononcé [lotɛʁbuʁ] ou [lautəʁbuʁ] ; Laudeburich en francique méridional local, Lauterburg en allemand) est une commune française située dans la circonscription administrative du Bas-Rhin et, depuis le 1er janvier 2021, dans le territoire de la Collectivité européenne d'Alsace, en région Grand Est.
Cette commune se trouve dans la région historique et culturelle d'Alsace.

## Géographie

### Localisation
Située dans l'angle nord-est du département du Bas-Rhin, à la confluence de la Lauter et du Rhin, Lauterbourg est frontalière avec l'Allemagne. Elle est la commune la plus orientale de l'Hexagone (le point continental français le plus à l'est se trouve sur le bord du Rhin, au sud-est de la forêt domaniale de Lauterbourg).
Lauterbourg concentre plusieurs écotones : écotone entre fleuve et agrosystème, entre agrosystème et forêt (le Bienwald, dont la lisière coïncide avec la frontière avec le Palatinat rhénan). La commune est entièrement sur les alluvions rhénanes mais le Piémont des Vosges du Nord et le massif palatin, d'où coule la Lauter, n'est pas loin. Elle côtoie deux régions allemandes (Bade et Palatinat) ; c'est par ailleurs un lieu de passage fluvial et terrestre, qui concentra des courants commerciaux et culturels mais aussi des courants militaires.

### Communes limitrophes
Les communes limitrophes sont Mothern, Scheibenhard, Au am Rhein, Neuburg am Rhein, Berg et Elchesheim-Illingen.
|                            | Scheibenhardt ( Allemagne) | ( Allemagne) |
| Scheibenhard               | Lauterbourg                | ( Allemagne) |
| Neewiller-près-Lauterbourg | Mothern                    |              |

### Hydrographie

#### Réseau hydrographique

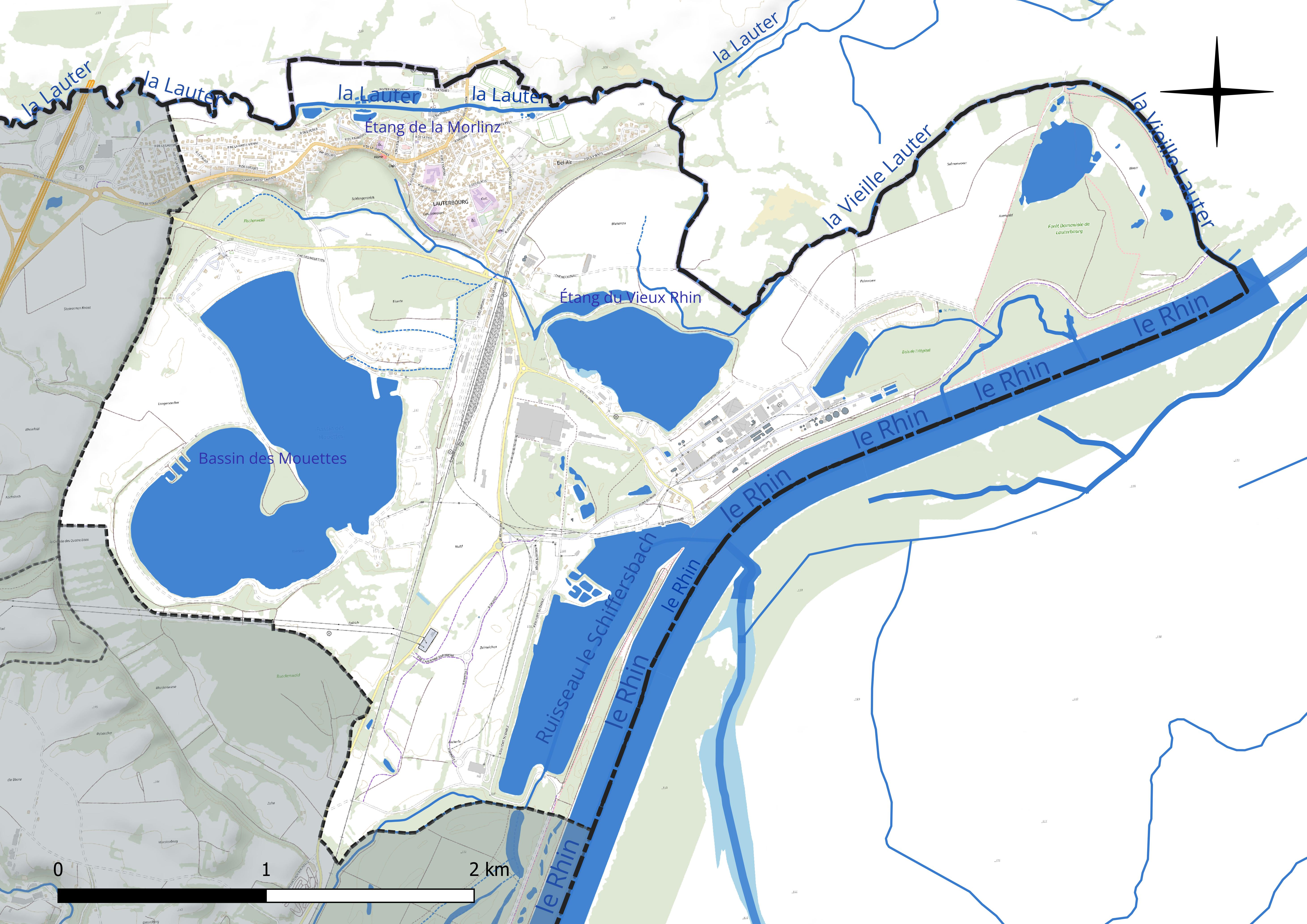
Réseau hydrographique de Lauterbourg.

La commune est dans le bassin versant du Rhin au sein du bassin Rhin-Meuse. Elle est drainée par le Rhin, la Lauter, le ruisseau le Schiffersbach et la Vieille Lauter,.
Le Rhin, long de 1 233 km est le plus long fleuve se déversant dans la mer du Nord et de l'une des voies navigables les plus fréquentées du monde. Il traverse la Suisse, l'Autriche, l'Allemagne et les Pays-Bas et marque la frontière entre l'Allemagne et la France. Les caractéristiques hydrologiques du Rhin sont données par la station hydrologique située sur la commune. Le débit moyen mensuel est de 1 190 m3/s. Le débit moyen journalier maximum est de 4 530 m3/s, atteint lors de la crue du 14 mai 1999. Le débit instantané maximal est quant à lui de 4 590 m3/s, atteint le même jour.
La Lauter, d'une longueur de 39 km, prend sa source dans la commune de Wissembourg et se jette  dans le Rhin en rive gauche en Allemagne, peu après Lauterbourg.
Le Schiffersbach, d'une longueur de 10 km, prend sa source dans la commune de Wintzenbach et se jette  dans le Rhin en rive gauche à Mothern, après avoir traversé quatre communes.
Quatre plans d'eau complètent le réseau hydrographique : le bassin des Mouettes (112 ha), l'étang de la Morlinz (0,3 ha), l'étang des Cygnes (1,2 ha) et l'étang du Vieux Rhin (2,2 ha),.

#### Gestion et qualité des eaux
Le territoire communal est couvert par le schéma d'aménagement et de gestion des eaux (SAGE) « Ill Nappe Rhin ». Ce document de planification concerne la nappe phréatique rhénane, les cours d'eau de la plaine d'Alsace et du piémont oriental du Sundgau, les canaux situés entre l'Ill et le Rhin et les zones humides de la plaine d'Alsace. Le périmètre s’étend sur 3 596 km2. Il a été approuvé le 17 janvier 2005. La structure porteuse de l'élaboration et de la mise en œuvre est la région Grand Est.
La qualité des cours d’eau peut être consultée sur un site dédié géré par les agences de l’eau et l’Agence française pour la biodiversité.

### Climat
Pour des articles plus généraux, voir Climat du Grand Est et Climat du Bas-Rhin.
En 2010, le climat de la commune est de type climat des marges montagnardes, selon une étude du Centre national de la recherche scientifique s'appuyant sur une série de données couvrant la période 1971-2000. En 2020, Météo-France publie une typologie des climats de la France métropolitaine dans laquelle la commune est exposée à un climat semi-continental et est dans la région climatique  Alsace, caractérisée par une pluviométrie faible, particulièrement en automne et en hiver, un été chaud et bien ensoleillé, une humidité de l’air basse au printemps et en été, des vents faibles et des brouillards fréquents en automne (25 à 30 jours).
Pour la période 1971-2000, la température annuelle moyenne est de 10,7 °C, avec une amplitude thermique annuelle de 18,1 °C. Le cumul annuel moyen de précipitations est de 963 mm, avec 11,7 jours de précipitations en janvier et 10,2 jours en juillet. Pour la période 1991-2020, la température moyenne annuelle observée sur la station météorologique de Météo-France la plus proche, « Scheibenhard », sur la commune de Scheibenhard à 3 km à vol d'oiseau, est de 11,8 °C et le cumul annuel moyen de précipitations est de 739,0 mm. 
La température maximale relevée sur cette station est de 38,8 °C, atteinte le 7 août 2015 ; la température minimale est de −15,2 °C, atteinte le 11 janvier 2009,,.
| Mois                                  | jan.           | fév.          | mars          | avril         | mai           | juin          | jui.          | août          | sep.          | oct.          | nov.          | déc.           | année      |
| ------------------------------------- | -------------- | ------------- | ------------- | ------------- | ------------- | ------------- | ------------- | ------------- | ------------- | ------------- | ------------- | -------------- | ---------- |
| Température minimale moyenne (°C)     | 0,6            | 0,8           | 3,2           | 6,7           | 10,2          | 13,9          | 15,2          | 14,8          | 11,1          | 7,6           | 4,1           | 1,6            | 7,5        |
| Température moyenne (°C)              | 2,9            | 3,9           | 7,5           | 12,2          | 15,5          | 19,3          | 21            | 20,6          | 16,4          | 11,7          | 6,8           | 3,8            | 11,8       |
| Température maximale moyenne (°C)     | 5,3            | 7             | 11,7          | 17,6          | 20,7          | 24,6          | 26,7          | 26,4          | 21,8          | 15,8          | 9,6           | 6,1            | 16,1       |
| Record de froid (°C) date du record   | −15,2 11.01.09 | −15 05.02.12  | −6,8 01.03.18 | −3 02.04.20   | 1,3 05.05.19  | 7,1 14.06.08  | 7,9 10.07.19  | 7,8 11.08.16  | 2,9 26.09.18  | −3,8 29.10.12 | −5,9 30.11.16 | −14,7 26.12.10 | −15,2 2009 |
| Record de chaleur (°C) date du record | 17,1 01.01.23  | 19,7 24.02.21 | 25,7 31.03.21 | 30,2 28.04.12 | 33,2 29.05.17 | 37,4 19.06.22 | 38,3 25.07.19 | 38,8 07.08.15 | 32,6 12.09.23 | 29,2 13.10.23 | 22,2 02.11.20 | 18,6 31.12.22  | 38,8 2015  |
| Précipitations (mm)                   | 59,3           | 53,2          | 49,3          | 41,4          | 76,9          | 73,8          | 76,9          | 69,4          | 49,6          | 52,9          | 57,3          | 79             | 739        |

| Diagramme climatique                                  |          |             |             |              |              |              |              |              |             |            |          |
| J                                                     | F        | M           | A           | M            | J            | J            | A            | S            | O           | N          | D        |
| 5,30,659,3                                            | 70,853,2 | 11,73,249,3 | 17,66,741,4 | 20,710,276,9 | 24,613,973,8 | 26,715,276,9 | 26,414,869,4 | 21,811,149,6 | 15,87,652,9 | 9,64,157,3 | 6,11,679 |
| Moyennes : • Temp. maxi et mini °C • Précipitation mm |          |             |             |              |              |              |              |              |             |            |          |

Les paramètres climatiques de la commune ont été estimés pour le milieu du siècle (2041-2070) selon différents scénarios d'émission de gaz à effet de serre à partir des nouvelles projections climatiques de référence DRIAS-2020. Ils sont consultables sur un site dédié publié par Météo-France en novembre 2022.

## Urbanisme

### Typologie
Au 1er janvier 2024, Lauterbourg est catégorisée bourg rural, selon la nouvelle grille communale de densité à sept niveaux définie par l'Insee en 2022.
Elle appartient à l'unité urbaine de Lauterbourg, une unité urbaine monocommunale constituant une ville isolée,. La commune est en outre hors attraction des villes,.

### Occupation des sols

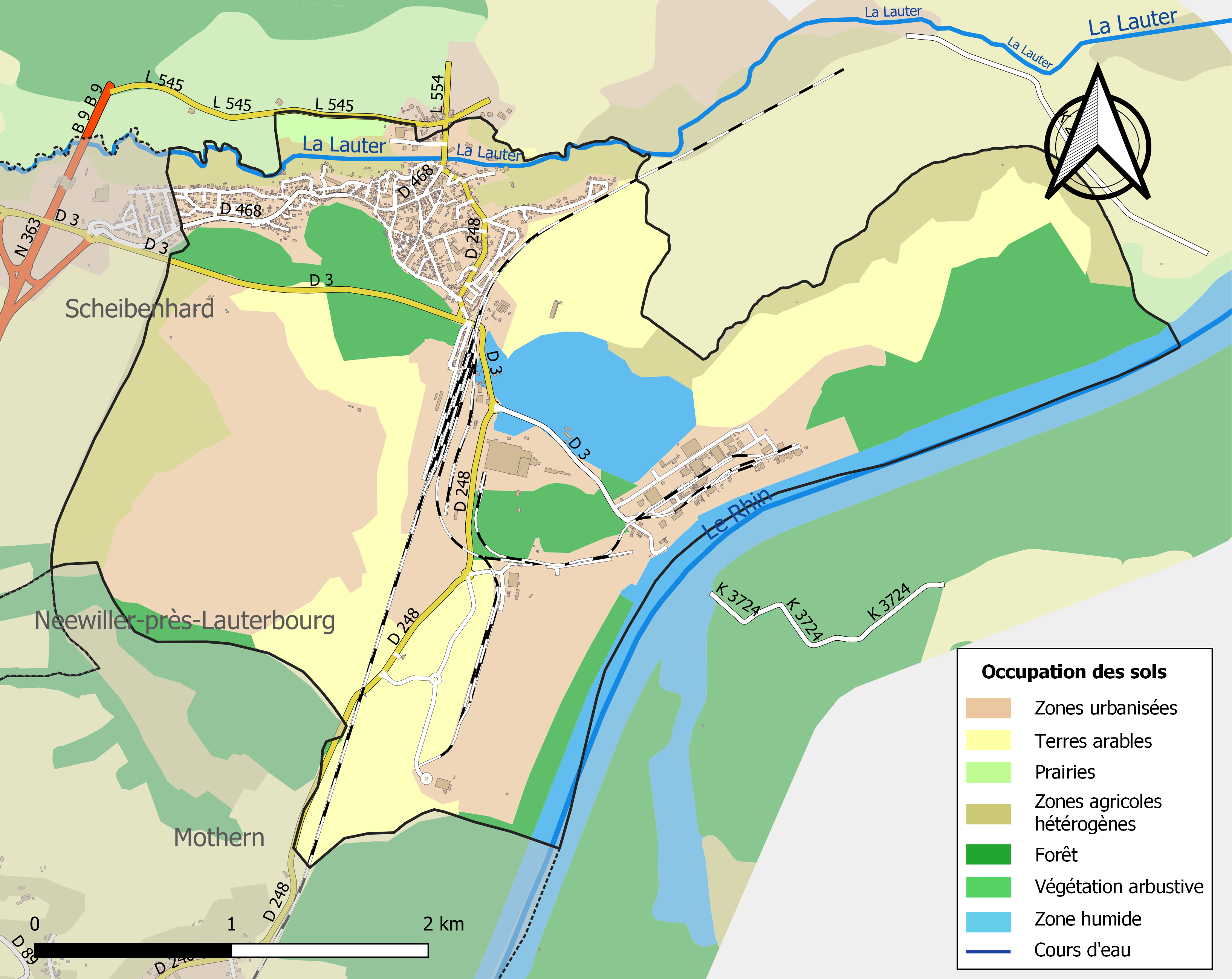
Carte des infrastructures et de l'occupation des sols de la commune en 2018 (CLC).

L'occupation des sols de la commune, telle qu'elle ressort de la base de données européenne d’occupation biophysique des sols Corine Land Cover (CLC), est marquée par l'importance des territoires agricoles (37,3 % en 2018), en augmentation par rapport à 1990 (35,8 %). La répartition détaillée en 2018 est la suivante : 
terres arables (24 %), zones industrielles ou commerciales et réseaux de communication (16,8 %), forêts (16,3 %), espaces verts artificialisés, non agricoles (13,3 %), zones agricoles hétérogènes (12,3 %), eaux continentales (9,1 %), zones urbanisées (7 %), prairies (0,9 %). L'évolution de l’occupation des sols de la commune et de ses infrastructures peut être observée sur les différentes représentations cartographiques du territoire : la carte de Cassini (XVIIIe siècle), la carte d'état-major (1820-1866) et les cartes ou photos aériennes de l'IGN pour la période actuelle (1950 à aujourd'hui).

### Transports
Reliée à Strasbourg par la voie ferrée, Lauterbourg est située sur le GR 53 (rectangle rouge) qui de Wissembourg emprunte la crête des Vosges jusqu'à Masevaux au sud. La Véloroute Rhin EV 15 qui court sur 1 320 km de la source du Rhin, à Andermatt en Suisse, à l'embouchure du Rhin à Rotterdam, quitte l'Alsace et le territoire français à Lauterbourg.

## Histoire
À l'époque romaine il existait probablement au passage de la Lauter, qui était un point stratégique, un fort appelé Tribuni sur l'ancienne route qui menait de Bâle à Mayence. Des troupes romaines y stationnèrent jusqu’en 405.[1]

### Époque médiévale
Ayant vaincu les Alamans en 496, les Francs s'installèrent au nord du Seltzbach. C’est pourquoi on y parle encore un dialecte francique, tandis qu'au sud du Seltzbach les dialectes alémaniques ont subsisté. Quand l'Empire franc fut partagé par le traité de Verdun en 843, le territoire de Lauterbourg revint à la Lotharingie puis, au terme de longues luttes, fut incorporé au Saint-Empire romain germanique fondé par Otton Ier en 962. L'épouse d'Otton, la princesse bourguignonne Adélaïde, fonda un monastère à Seltz à quelques kilomètres au sud.[1]
Selon des documents des années 1083 et 1103 Henri IV transféra les possessions de Lauterbourg au diocèse de Spire. Ils comprenaient des terres, une forêt et les droits de chasse et de pêche qui y étaient joints. La ville continua de se développer dans les années suivantes et en 1252, elle obtint le droit de marché. Peu de temps après, elle fut le siège d'un bailliage qui comprenait 20 communautés des deux côtés de la Lauter. Pour protéger la ville on construisit un double cercle de murs avec 12 tours. Les évêques de Spire résidaient dans un château qui dominait la Lauter.
- Bataille de Lauterbourg (Lignes de la Lauter), le 18 septembre 1793 entre les troupes des armées de la République et les troupes prussiennes de la Première Coalition (mort au combat du général Gabriel Louis Sabas Faivre de Courcelles, dit Febure (1726-1793)).

### Jusqu'en 1918
Au XVIIe siècle, la ville souffrit beaucoup des guerres. À  plusieurs reprises elle fut traversée par des troupes qu’il fallait héberger et ravitailler. Réquisitions, pillages, famines et épidémies ruinèrent finalement la ville. En 1648 la Paix de Westphalie donna à la France Lauterbourg et l’Alsace mais les principautés de Basse-Alsace dépendaient encore de l’Empire Romain Germanique, ce qui entraîna de nouvelles guerres et la destruction de Lauterbourg en 1678.
Au début du XVIIIe siècle la ville, qui servait désormais de place forte à l’extrémité orientale de la ligne de la Lauter, fut reconstruite par les Français. Après la chute de Napoléon le Congrès de Vienne, en 1815, constitua la Lauter comme frontière définitive de la France.
La paix de Francfort en 1871 donna à l’Empire allemand Lauterbourg qui commença à s’industrialiser. On construisit une ligne de chemin de fer et un port sur le Rhin avec un terminal charbonnier. En 1919 le traité de Versailles rendit la ville à la France.

### Seconde Guerre mondiale
Dans les années 1930, Lauterbourg se trouvait dans une situation inconfortable entre la ligne Maginot et la ligne Siegfried. Quand éclata la Seconde Guerre mondiale, le 1er septembre 1939, la population fut évacuée à Saint-Priest-Taurion et à Saint-Just-le-Martel dans le département de la Haute-Vienne. En mai 1940, la ville basse fut complètement détruite. Après l'annexion de l'Alsace par l'Allemagne nazie, une partie des réfugiés revint dans la ville en ruines. À partir de 1942 les Alsaciens furent affectés au Reichsarbeitsdienst (RAD), puis incorporés de force dans la Wehrmacht, en violation flagrante du droit international. Beaucoup de « Malgré-nous » perdirent la vie sur le front de l'Est.

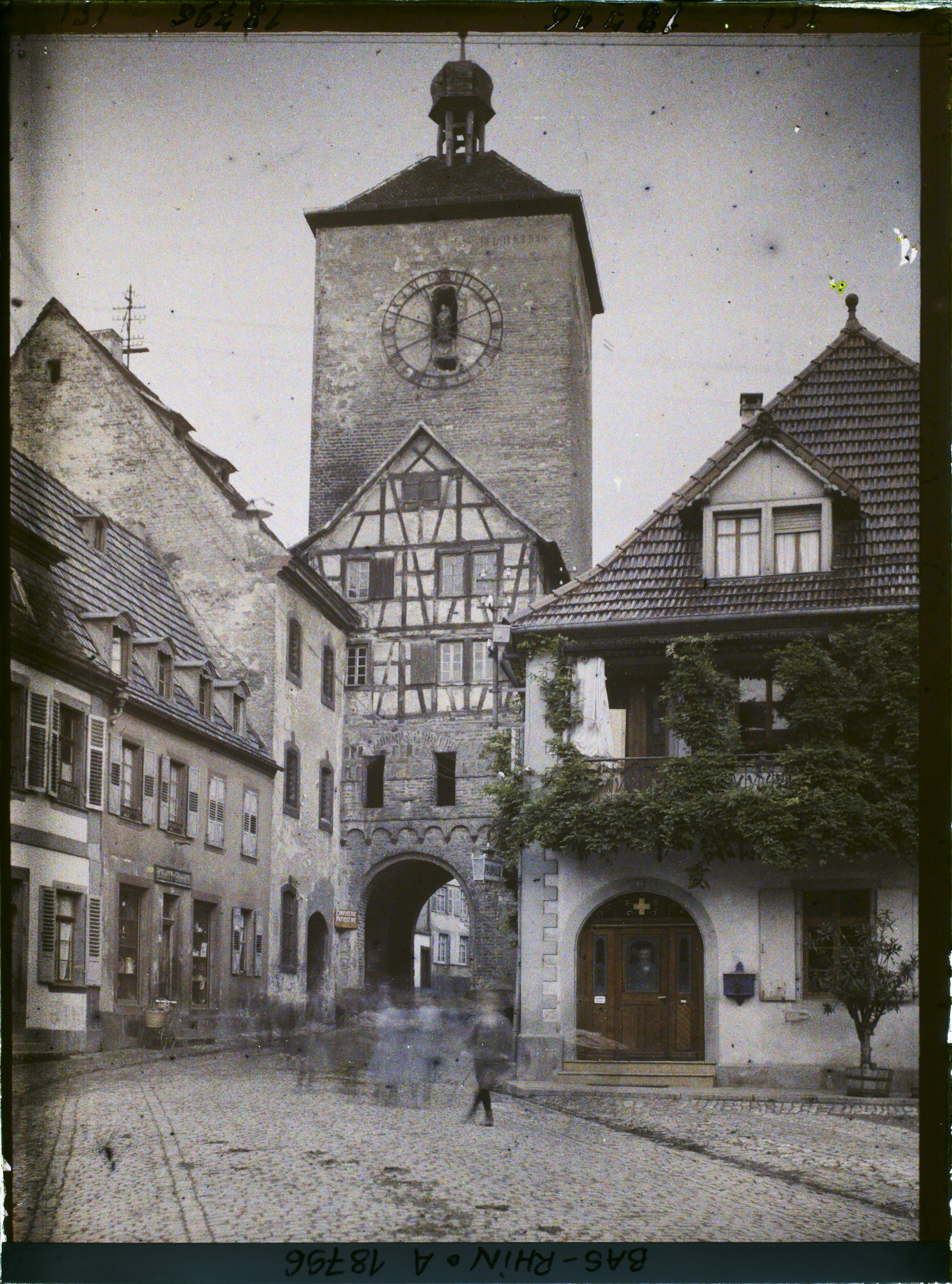
Mitteltor : détruite en mai 1940.

Le 15 décembre 1944, la 79e Division d'infanterie américaine tenta de libérer Lauterbourg, mais fut surprise peu après par l’Opération Nordwind. Craignant d'être séparés de leurs arrières, les Américains étaient sur le point de se replier jusqu'à la ligne des Vosges. Cependant, grâce à l'intervention du général de Gaulle et de Winston Churchill, ils gardèrent leurs positions et l'offensive allemande put être arrêtée à Hatten-Rittershoffen. Lauterbourg fut finalement libérée le 19 mars 1945 par la 1re armée française dans le cadre de l'opération Undertone.

## Héraldique
| Blason de Lauterbourg | Blason  | D'azur au château donjonné d'or, le donjon couvert, maçonné de sable. |
| Blason de Lauterbourg | Détails |                                                                       |

## Démographie
L'évolution du nombre d'habitants est connue à travers les recensements de la population effectués dans la commune depuis 1793. Pour les communes de moins de 10 000 habitants, une enquête de recensement portant sur toute la population est réalisée tous les cinq ans, les populations de référence des années intermédiaires étant quant à elles estimées par interpolation ou extrapolation. Pour la commune, le premier recensement exhaustif entrant dans le cadre du nouveau dispositif a été réalisé en 2004.

En 2022, la commune comptait 2 336 habitants, en évolution de +1,96 % par rapport à 2016 (Bas-Rhin : +3,17 %, France hors Mayotte : +2,11 %).
| 1793  | 1800  | 1806  | 1821  | 1831  | 1836  | 1841  | 1846  | 1851  |
| ----- | ----- | ----- | ----- | ----- | ----- | ----- | ----- | ----- |
| 1 490 | 1 941 | 2 112 | 2 671 | 2 649 | 2 489 | 2 459 | 2 588 | 2 668 |

| 1856  | 1861  | 1866  | 1871  | 1875  | 1880  | 1885  | 1890  | 1895  |
| ----- | ----- | ----- | ----- | ----- | ----- | ----- | ----- | ----- |
| 2 281 | 2 156 | 2 005 | 1 932 | 1 707 | 1 748 | 1 701 | 1 573 | 1 533 |

| 1900  | 1905  | 1910  | 1921  | 1926  | 1931  | 1936  | 1946  | 1954  |
| ----- | ----- | ----- | ----- | ----- | ----- | ----- | ----- | ----- |
| 1 630 | 1 748 | 1 951 | 1 871 | 1 849 | 1 755 | 1 645 | 1 190 | 1 415 |

| 1962  | 1968  | 1975  | 1982  | 1990  | 1999  | 2004  | 2006  | 2009  |
| ----- | ----- | ----- | ----- | ----- | ----- | ----- | ----- | ----- |
| 1 795 | 2 261 | 2 442 | 2 467 | 2 372 | 2 269 | 2 247 | 2 191 | 2 266 |

| 2014  | 2019  | 2022  | - | - | - | - | - | - |
| ----- | ----- | ----- | - | - | - | - | - | - |
| 2 280 | 2 331 | 2 336 | - | - | - | - | - | - |

## Économie
Une usine de production de lithium pour batteries de voitures électriques va être implantée à Lauterbourg.

## Lieux et monuments
- Calvaire de Lauterbourg.
- Église de la Trinité de Lauterbourg.

- Hôtel de ville de Lauterbourg.
- Porte de Landau.
- Tour des Bouchers.

## Personnalités liées à la commune
- Albert Bayer (1885-1967) : peintre français.
- Georges Holderith (1912-1978) : inspecteur d'académie, directeur général adjoint de l’enseignement du premier degré et inspecteur général de l’instruction publique pour l'allemand.
- Ferdinand de La Ville-sur-Illon ( 4 mai 1777 - Lauterbourg – 1er mars 1865 - Seltz), militaire français des XVIIIe et XIXe siècles.
- Paul Schmitthenner (1884-1972) : ministre des cultes et de l'éducation du pays de Bade sous le Troisième Reich. Il fut également architecte, professeur et recteur de l'université de Heidelberg. Il est né à Lauterbourg le 15 décembre 1884 d'un père allemand et d'une mère alsacienne.
- Henri Roessler (1910-1978) : international de football français.